# Vườn quốc gia Arli
Vườn quốc gia Arli hay Arly là một vườn quốc gia nằm ở đông nam Burkina Faso. Nó tiếp giáp với vườn quốc gia Pendjari của Benin ở phía nam và Khu dự trữ Singou ở phía tây.
Vườn quốc gia này có diện tích 760 km2 với nhiều môi trường sống khác nhau, từ các khu rừng nhiệt đới cho đến các ngọn đồi sa thạch của Gobnangou. Nơi đây là nhà của khoảng 200 cá thể voi, 200 cá thể hà mã, 100 cá thể sư tử và rất nhiều các loài động vật hoang dã gồm Trâu rừng châu Phi, Khỉ đầu chó, Khỉ, Lợn rừng, nhiều loài Linh dương như Linh dương Kongoni, Linh dương lang, Linh dương bụi rậm, Linh dương hoẵng và Linh dương nước. Đặc biệt, tại đây còn có loài Chó rừng Tây Phi (Lycaon pictus manguensis), một loài đang bên bờ vực của sự tuyệt chủng do dân số mở rộng và sự mất môi trường sống.
Vườn quốc gia có thể được truy cập từ Diapaga theo đường cao tốc N19.